# Omständighetsadverbial
Omständighetsadverbial är en satsdel som beskriver under vilka omständigheter en handling sker. De ger information om hur, när eller var något händer och kan delas in i tre huvudtyper: sätt, tid och plats.
Sättsadverbial anger på vilket sätt en handling utförs och svarar på frågan hur?
Exempel:
- Hon sjöng vackert.

- Bilen körde långsamt.

Tidsadverbial uttrycker när något sker och svarar på frågan när? eller hur ofta?
Exempel:
- Vi ses imorgon.
- Han tränar varje kväll.

Platsadverbial beskriver var en handling sker och svarar på frågan var?
Exempel:
- Boken ligger där.
- De möttes på torget.

Omständighetsadverbial kan placeras före eller efter verbet samt i början eller slutet av en mening, beroende på vad som ska betonas. Flera adverbial kan också samverka i en mening för att skapa en tydligare bild av handlingen.
Exempel:
Hon sprang snabbt (sätt) igår kväll (tid) i parken (plats).
Genom att använda omständighetsadverbial blir språket mer målande och informativt, vilket bidrar till ökad tydlighet och variation i kommunikationen.